# 東京ディズニーシー2ndアニバーサリー
東京ディズニーシー2ndアニバーサリー（とうきょう〜せかんど〜）は、東京ディズニーシー (TDS)の開園2周年を記念して2003年9月4日から同年10月15日に開催されたスペシャルイベントである。

## 概要
主題となったイラストは、「2nd」と記された盾状の左右にミッキーマウスとドナルドダックを配したものが使われた。
このイラストを用いたTシャツ、巾着袋、ポストカードなど様々な商品も発売され、生地の色はえんじ色のような赤色系の色が用いられた。メインとなるダンサーの衣装も1周年の白色-青色の配色と異なり、白色-赤色の配色となる。

## エンターテイメント

### ミッキーのファンタスティックキャラバン
TDSでは初めての陸上パレードである。
フロートはザンビーニ・ブラザース・リストランテの裏手にあるゲートを出発し、メディテレーニアンハーバーを反時計周りに1周する。
途中、フォートレス・エクスプロレーションやザンビーニ・ブラザース・リストランテとイル・ポスティーノ・ステーショナリーの建物を2階でつないでいる部分を潜らせる必要もあるため、各フロートの全高は、東京ディズニーランドのパレードで用いられるものよりも低く設定されており、フォートレス・エクスプロレーションの城塞上やザンビーニ・ブラザース・リストランテのテラス席などからは、フロートに乗るキャラクターたちを見下ろすこともできた。

#### フロート
各フロートは世界を旅したディズニーキャラクターが発見した素敵な物、愉快な物、美しい物で構成される。
フロートの構成
各フロートの前後には徒歩で移動するダンサーや当時出演していた東京ディズニーシーのアトモスフィアなどがパレードに加わる。
1. ミッキーマウス
2. チップとデール
鳥をモチーフとする。
3. ピノキオ
魚や貝など海の生き物をモチーフとする。
4. グーフィー
動物たちをモチーフとする。
5. ミニーマウス
花や果物といった植物をモチーフとする。
6. ドナルドダック
リドアイルで踊る人間。（後述のゲスト参加を参照）

#### ゲスト参加
事前に申し込みを行うことで、ゲストがパレードに参加することができた。
参加申し込みを行ったゲストはリドアイルに集合し、そこで振り付けの練習を行う。
パレードが通りかかった際に、ドナルドダックのフロート（パレード最後尾）に続き、ピアッツァ・トポリーノを経由して、ザンビーニ・ブラザース・リストランテまでパレードに参加する。

#### 使用楽曲
パレードには、オリジナルの楽曲が使用されたが、長らく音源を収録したサントラCDは発売されなかった。
2008年になり、ようやくパレードの楽曲の一部が収録されたCDが発売されることになる。
ミッキーのファンタスティックキャラバンの楽曲の一部を収録したCDセット
- 東京ディズニーリゾート ドリームス・オブ・25th〜リメンバー・ザ・ミュージック
- 東京ディズニーリゾート・ミュージックコレクション"ドリーム"

上記の2商品に収録されている部分には、異なる部分（フロートのキャラクターの台詞）がある。また、上記の2商品を合わせても、未収録の部分（キャラクターの台詞）が存在する。

## タイアップ
日産自動車の日産・キューブにTDS2周年の装飾を施された車両が展示され、クイズに答えて応募することで、抽選による2名に当選するようになっていた。

## 関連
- セグウェイ - 開催期間前半に、パレードの先導を勤めた。
- ディズニーキッズ・サマーアドベンチャー - 2004年のディズニーキッズ・サマーアドベンチャーで行われたミニパレードで、「ミッキーのファンタスティックキャラバン」の楽曲が歌詞違いで使用された。